# Stadthalle Greifswald

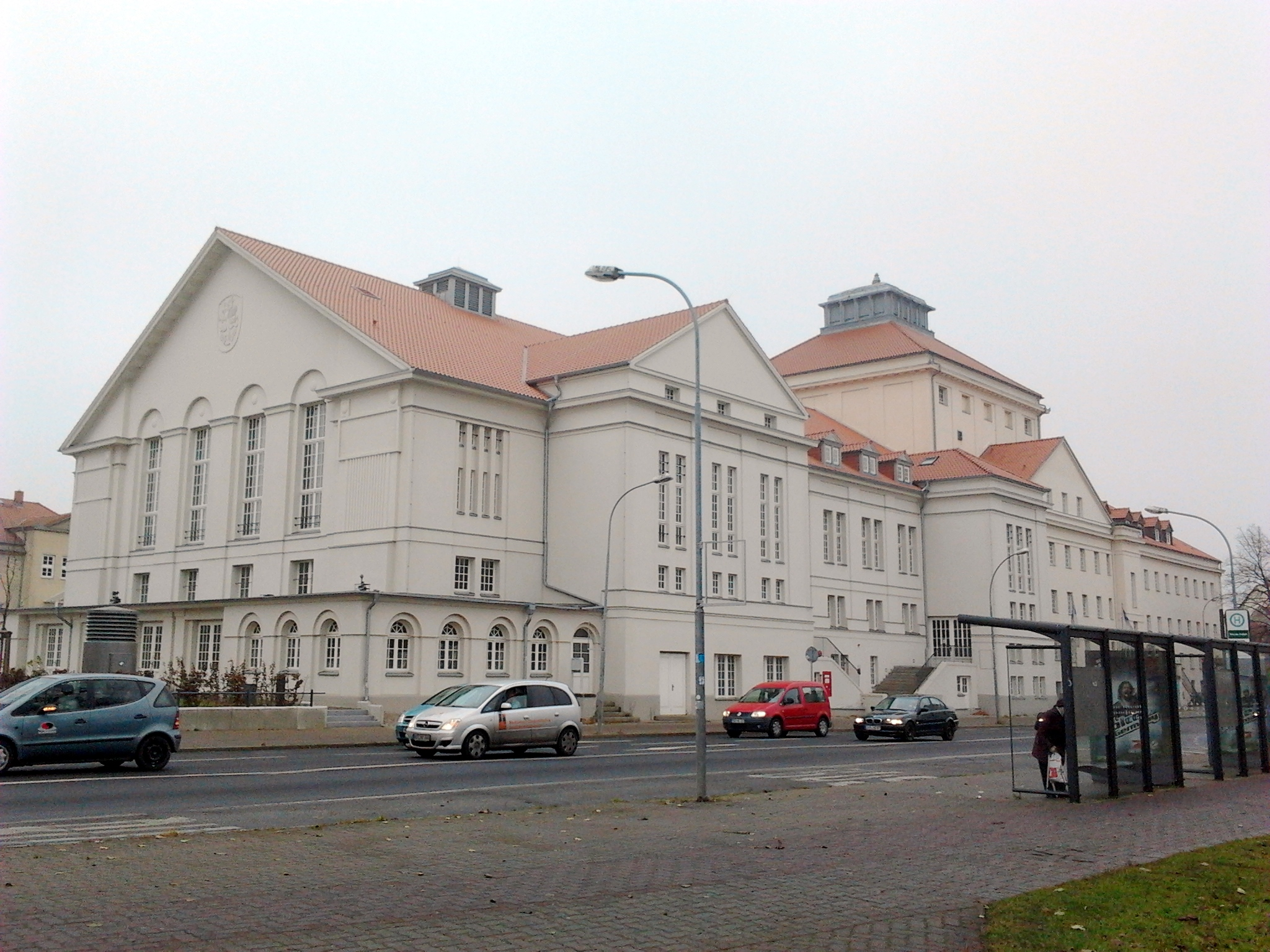
Stadthalle Greifswald

Die Stadthalle Greifswald ist einer der zentralen Konzert- und Veranstaltungsorte und gleichzeitig eine der Sehenswürdigkeiten der Universitäts- und Hansestadt Greifswald.

## Geschichte

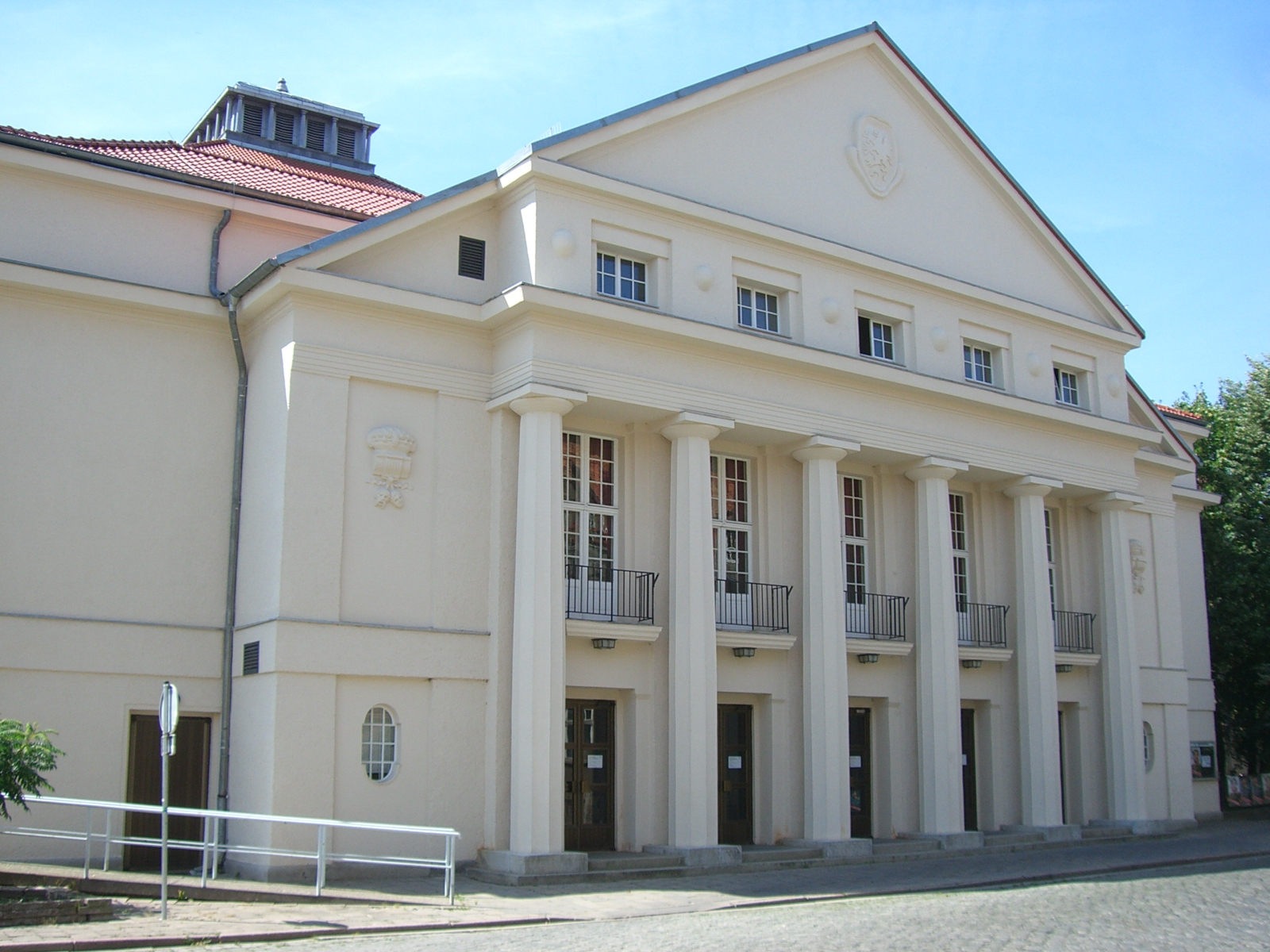
Portikus

Die Stadthalle wurde von 1913 bis 1915 als Teil eines Gebäudekomplexes zusammen mit dem Theater Greifswald nach den Plänen der Berliner Architekten Richard und Heinrich Iwan sowie Erich Trehde errichtet. Die Baukosten betrugen rund 650.000 Mark. Die Stadthalle wurde am 10. Dezember 1914 eröffnet, ein knappes Jahr später auch das Theater.
In den Jahrzehnten nach der Eröffnung gehörten Stadthalle, Theater und Theatercafé zu den zentralen kulturellen Anlaufpunkten der Stadt.
1945 diente die Stadthalle als Notunterkunft für Flüchtlinge und wurde in den 1950er Jahren zunächst als Haus der Jugend und später als Kreiskulturhaus genutzt. Zeitweise firmierte die Veranstaltungsstätte auch unter dem Namen Volkshaus. Sie wurde 1990 geschlossen. Das Gebäude ging 1992 an die Stadt über. Teile wurden in den 1990er Jahren noch als Probenraum für das Theater genutzt.
Am 18. Dezember 2009 wurde die Stadthalle Greifswald nach umfangreichen Renovierungs- und Restaurierungsarbeiten feierlich wiedereröffnet. Der Silvesterball 2009/10 war innerhalb von drei Stunden ausverkauft.

## Gebäude

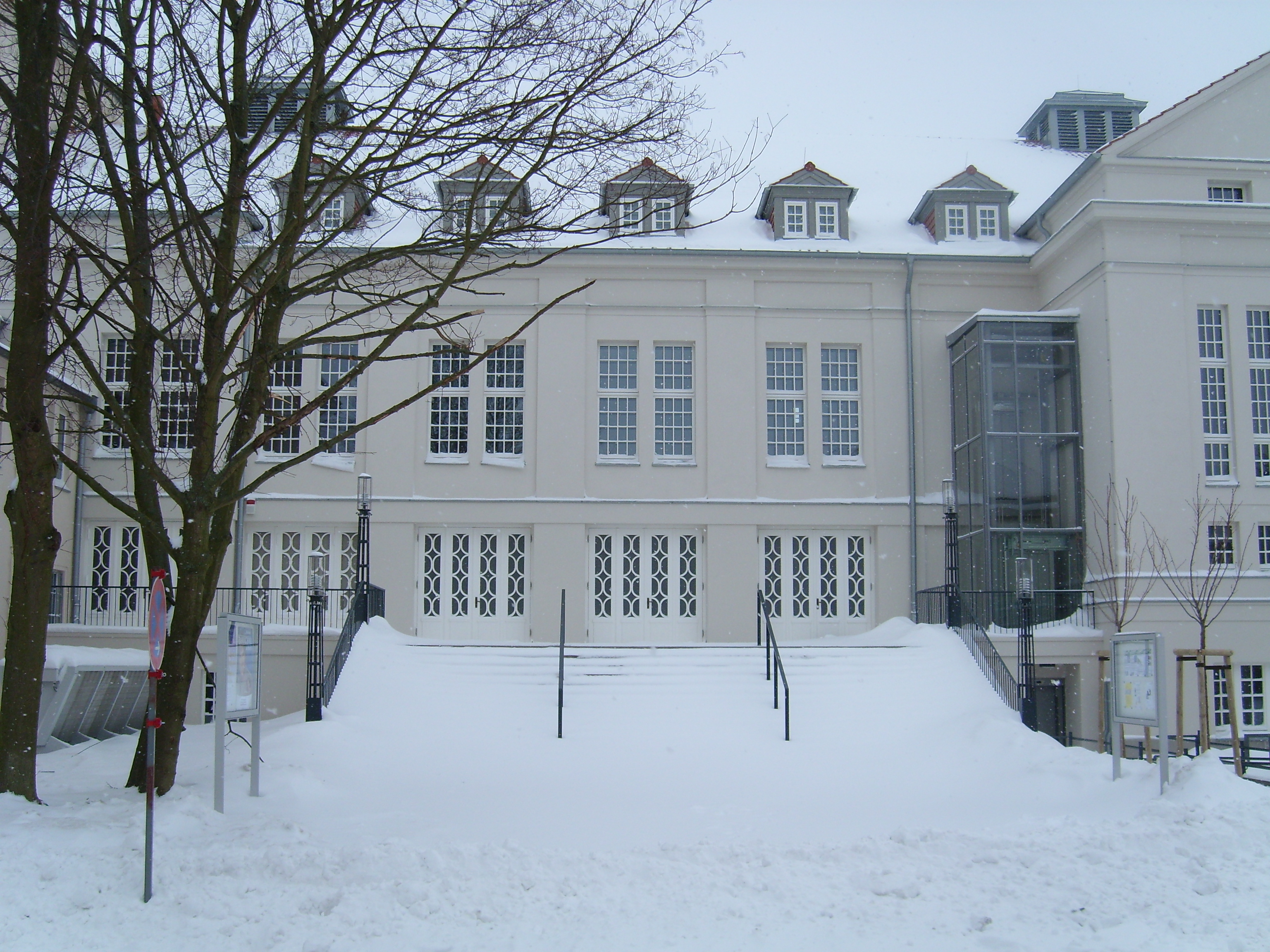
Treppen und Eingang

Stadthalle und Theater wurden im Stil des Neoklassizismus errichtet. Das Gebäude ist mit dem benachbarten Greifswalder Standort des Theater Vorpommern verbunden und ist somit Teil eines größeren Gebäudekomplexes aus Theaterhaus und Stadthalle.
Die Stadthalle hat zwei Säle, den etwas kleineren „Rubenowsaal“, benannt nach Heinrich Rubenow, und den großen „Kaisersaal“. Der nach historischem Vorbild restaurierte Kaisersaal umfasst 450 Plätze im Parkett sowie weitere 150 Plätze auf der Empore.

## Nutzung
Die Stadthalle Greifswald wurde in der Vergangenheit für kulturelle Veranstaltungen aller Art genutzt. Beispielsweise fanden hier Abibälle, universitäre Feiern und Festakte, politische Großveranstaltungen, Messen, Ausstellungen, Konzerte und Konferenzen statt.

## Lage und Erreichbarkeit
Die Stadthalle Greifswald befindet sich im Stadtteil Mühlenvorstadt an der südöstlichen Grenze der Innenstadt zwischen Robert-Blum-Straße, Anklamer Straße und dem Platz der Freiheit. Die Stadthalle Greifswald ist von der Innenstadt aus zu Fuß erreichbar. Mit öffentlichen Verkehrsmitteln ist die Stadthalle über den Bushaltepunkt am Platz der Freiheit zu erreichen. 